# Haeterius ferrugineus
Haeterius ferrugineus är en skalbaggsart som först beskrevs av Olivier 1789.  Haeterius ferrugineus ingår i släktet Haeterius och familjen stumpbaggar. Arten är reproducerande i Sverige. Inga underarter finns listade i Catalogue of Life.